# Alburnoides eichwaldii
Alburnoides eichwaldii là một loài cá thuộc họ Cá chép trải rộng từ phía tây Châu Á trong các kênh rãnh ở bờ biển Caspi đến Samur tới các con sông thuộc tỉnh Lankaran ở Azerbaijan. Đây là loài cá ôn đới nước ngọt.